# Ždrelac
Ždrelac (olaszul: Sdrelaz) falu Horvátországban Zára megyében. Közigazgatásilag Pašmanhoz tartozik.

## Fekvése
Zárától légvonalban 13 km-re délkeletre, községközpontjától légvonalban 10 km-re, közúton 12 km-re Pašman szigetének északnyugati végében fekszik. Nevét arról a szűk kis szorosról kapta, amely Pašmant a közeli Ugljantól elválasztja és amelyen 1973-óta 210 méter hosszú híd ível át. A híd mellett a Gladuša nevű nagy üdülőtelep épült fel.

## Története
A település a központjában található, Szent Lukács evangélista tiszteletére szentelt templom körül fejlődött ki. A templomot 1289-ben említik először, de valószínűleg ennél sokkal korábban épült, kora keresztény eredetű. Zdrelac neve 1397-ben bukkan fel először "in insula Ad Sdrelac" alakban, majd 1446-ban Banj legészakibb településrészeként említik. Később is Banjhoz kapcsolódóan szerepel a történeti forrásokban, 1555-ben "Zdrelac overo Bagno", majd 1668-ban "Zdrelac di Bagno" alakban. Az olasz névalakot a zárai érsekség 1840-es sematizmusa is átvette. A plébánia alapításáról nincsenek adatok, de Zmajević zárai érsek 1737. június 26-án tett látogatása alkalmával, amikor a megújított templomot felszentelte valószínűleg már a plébánia is működött. A plébániáról tesz említést egy 1815-ös okirat, majd egy 1864-es dokumentumban már csak káplánja szerepel, mivel önálló plébánia státuszát addigra már elveszítette. Területe a sziget többi részével együtt a 15. századtól a Velencei Köztársasághoz tartozott. A 18. század végén Napóleon megszüntette a Velencei Köztársaságot. 1797 és 1805 között Habsburg uralom alá került, majd az egész Dalmáciával együtt a Francia Császárság része lett. 1815-ben a bécsi kongresszus újra Ausztriának adta, amely a Dalmát Királyság részeként Zárából igazgatta 1918-ig. A településnek 1857-ben 260, 1910-ben 459 lakosa volt. Iskoláját 1873-ban alapították, később az alacsony gyermeklétszám miatt bezárták. Ma a tanulók a közeli Neviđanára járnak iskolába. Az első világháborút követően előbb a Szlovén–Horvát–Szerb Állam, majd Jugoszlávia része lett. A Szűzanya mai szobrát a világháború után vásárolták, majd 1937-ben megalakult a Lourdes-i Szűzanya nevét viselő leány egyesület. A falu azóta ünnepli a Lourdes-i Szűzanya fogadalmi ünnepét. Az 1970-es évektől a több munkalehetőség miatt több fiatal költözött a nagyobb városokba és vándorolt ki az Egyesült Államokban és Ausztráliában is. A falunak 2011-ben 312 lakosa volt, akik hagyományosan mezőgazdasággal, halászattal foglalkoznak. Ezek mellett egyre inkább fejlődik a turizmus is.

## Lakosság
| Lakosság változása | Lakosság változása | Lakosság változása | Lakosság változása | Lakosság változása | Lakosság változása | Lakosság változása | Lakosság változása | Lakosság változása | Lakosság változása | Lakosság változása | Lakosság változása | Lakosság változása | Lakosság változása | Lakosság változása | Lakosság változása |
| ------------------ | ------------------ | ------------------ | ------------------ | ------------------ | ------------------ | ------------------ | ------------------ | ------------------ | ------------------ | ------------------ | ------------------ | ------------------ | ------------------ | ------------------ | ------------------ |
| 1857               | 1869               | 1880               | 1890               | 1900               | 1910               | 1921               | 1931               | 1948               | 1953               | 1961               | 1971               | 1981               | 1991               | 2001               | 2011               |
| 260                | 280                | 296                | 320                | 406                | 459                | 506                | 471                | 561                | 525                | 436                | 420                | 288                | 258                | 245                | 312                |

## Nevezetességei
- Szent Lukács evangélista tiszteletére szentelt temploma[4] a település központjában található. Valószínűleg kora keresztény eredetű, de sem kora keresztény, sem középkori részei nem láthatók már. A mai templomot 1737-ben szentelték fel. A templom négyszög alaprajzú, négyszögletes sekrestyével hosszabbították meg. Három értékes márvány oltára van. A főoltár Szűz Mária, a mellékoltárok Szent Lukács és a Lourdes-i Szűzanya tiszteletére vannak szentelve. A főoltáron nemrég restaurált értékes oltárkép, a mellékoltárokon szobrok állnak. Szent Lukács szobra nyitott glagolita betűs evangéliumot tart. További szobrai Lisieux-i Szent Terézt és Jézus szívét ábrázolják. A templomon kívül kő szenteltvíztartó áll. A nyugati homlokzatot a harangtoronnyal a 19. század végén építették.
- Mali Ždrelacon áll a Páduai Szent Antal kápolna. Egykor Antonio Panelli trogiri püspökhöz tartozott, akit 1821-ben ide temettek el. A nyári hónapokban minden szombaton szentmisét celebrálnak benne a közeli Gladuša üdülőtelepen nyaralók számára.
- Zdrelac határában található a Pašmant Ugljan szigetével összekötő 210 méter hosszú Ždrelac-híd, amelyet 1973-ban adtak át a forgalomnak.